# Brachiosauridae
Famille
Genres de rang inférieur
- Abydosaurus
- Astrodon
- Atlasaurus
- Bothriospondylus
- Brachiosaurus
- Cedarosaurus
- Daanosaurus
- Duriatitan
- Europasaurus
- Giraffatitan
- Lapparentosaurus
- Lusotitan
- Pelorosaurus
- Sauroposeidon
- Sonorasaurus
- Ultrasaurus
- Venenosaurus
- Vouivria

Les Brachiosauridae (en français, les brachiosauridés) forment une famille de dinosaures sauropodes, souvent de taille gigantesque, incluant le Brachiosaure, le Giraffatitan ou le Sauroposéidon, entre autres. Ils étaient des quadrupèdes herbivores avec des pattes antérieures plus longues et plus hautes que les pattes postérieures et un long cou qui pouvait se dresser à un angle de 45 degrés. Le nom Brachiosauridae a été dérivé de l'une des espèces du groupe, Brachiosaurus, dont le nom en latin vient du grec et signifie « reptile à bras ».
Malgré le fait que les caractéristiques des brachiosauridés soient bien distinctes, il existe un désaccord pour savoir s'ils forment une famille à part ou s'ils font partie des titanosaures.